# Jean Paul Ertel
Jean Paul Ertel, (22 de gener de 1865 a Posen; † 11 de febrer de 1933 a Berlín) fou un jurista, pianista i compositor alemany.
Estudià Dret a la Universitat de Berlín i piano sota la direcció d'Eduard Tauwitz i Louis Brassin: acabats els seus estudis marxà a Berlín treballant com a professor i escriptor de música i crític musical en el Berliner-Lokal-Anzeiger: des de 1897 fins a 1905 redactà el diari musical Deutsche Musikerzeitung.
Va escriure:
- Quellenbuch des römisch;
- Kanonisch. Und disch;
- D. Automatenmissbrauch, etc.

Com a compositor se li deuen els poemes simfònics:
- Maria Stuart
- Der Mensch
- Die nächtliche Heerschau
- Hero und Leander
- Pompeji
- Harald-Sinfonie
- un concert per a violí i altres obres per a orgue;

Les òperes:
- Gudrun;
- D. Hl. Agathe.